# HD 89319
HD 89319，又名BD+49 1940，SAO 43285、HR 4046，是一颗恒星，视星等为6，位于銀經166.68，銀緯53.77，其B1900.0坐标为赤經10h 13m 14.1s，赤緯+48° 53.77′ 2″。